# Boom, Boom, Boom, Boom!!
Cet article possède un paronyme, voir Boom Boom (homonymie).
Boom, Boom, Boom, Boom!! est une chanson du groupe néerlandais d'eurodance Vengaboys sortie en 1998. Elle arrive à la première place dans de nombreux pays, atteignant le top 5 en France. Elle est tirée de l'album intitulé The Party Album (en).
Pistes de The Party Album!
We Like to Party !
(1) Ho Ho Vengaboys
(2)
Le titre a été en partie inspiré de Lay All Your Love on Me du groupe Abba[réf. nécessaire].

## Liste des pistes
| 1. | Boom, Boom, Boom, Boom!! (airplay)                        | 3:24 |
| 2. | Boom, Boom, Boom, Boom!! (Brooklyn Bounce Boombastic RMX) | 6:57 |
| 3. | Boom, Boom, Boom, Boom!! (Mark van Dale with Enrico RMX)  | 6:57 |
| 4. | Boom, Boom, Boom, Boom!! (XXL version)                    | 5:23 |
| 5. | Boom, Boom, Boom, Boom!! (Equator RMX)                    | 6:20 |
| 6. | Boom, Boom, Boom, Boom!! (Pronti & Kalmani RMX)           | 6:57 |
| 7. | Boom, Boom, Boom, Boom!! (Beat Me Up Scotty RMX)          | 7:38 |
| 8. | Boom, Boom, Boom, Boom!! (Beat Me Up Bob)                 | 8:38 |

## Classement par pays
| Classement (1999)                              | Meilleure position |
| ---------------------------------------------- | ------------------ |
| Australie (ARIA)                               | 2                  |
| Autriche (Ö3 Austria Top 40)                   | 8                  |
| Belgique (Ultratop 50 Flanders)                | 1                  |
| Belgique (Ultratop 40 Wallonia)                | 25                 |
| Canada Dance (RPM)                             | 1                  |
| Danemark (Tracklisten)                         | 4                  |
| France (SNEP)                                  | 4                  |
| Allemagne (Media Control Charts)               | 6                  |
| Irlande (IRMA)                                 | 7                  |
| Italie (FIMI)                                  | 3                  |
| Pays-Bas (Nederlandse Top 40)[réf. nécessaire] | 1                  |
| Pays-Bas (Single Top 100)                      | 1                  |
| Nouvelle-Zélande (RIANZ)                       | 1                  |
| Norvège (VG-lista)                             | 1                  |
| Pologne (ZPAV)                                 | 7                  |
| Suède (Sverigetopplistan)                      | 1                  |
| Suisse (Schweizer Hitparade)                   | 13                 |
| Royaume-Uni (The Official Charts Company)      | 1                  |
| États-Unis Billboard Hot 100                   | 84                 |